# Asparagus meioclados
Asparagus meioclados — вид рослин із родини холодкових (Asparagaceae).

## Біоморфологічна характеристика
Це дводомна трав'яниста рослина. Коріння з бульбовою частиною. Стебла прямовисні, до 100 см, кутасті; гілки сильно кутасті. Листова шпора нечітко колюча. Кладодії зазвичай у пучках по 5–10, 3–5(8) × 0.3–0.5 мм, злегка сплощені, неправильно-жолобчасті. Суцвіття розвиваються після кладодій. Чоловічі квітки: поодинокі чи в пучках по 2 чи 3; квітконіжка ≈ 2 мм; оцвітина жовтувато-зелена, вузько дзвоноподібна, ≈ 2 мм. Ягода червона, 5–6 мм у діаметрі, зазвичай 1- чи 2-насінна. Період цвітіння: травень — липень; період плодоношення: серпень.

## Середовище проживання
Поширений у Китаї (Гуйчжоу, Сичуань, Юньнань).
Населяє ліси, трав'янисті схили вздовж долин і струмків; на висотах від 1300 до 3500 метрів.